# シェンゲン圏
シェンゲン圏（シェンゲンけん、英語: Schengen Area、フランス語: Espace Schengen）は、ヨーロッパの領域。1985年より制定されたシェンゲン協定が適用される領域であり、欧州連合（EU）27か国のうちの25か国と欧州自由貿易連合（EFTA）4か国の計29か国からなる。圏内における国家間で国境の検査がなく出入国が自由、渡航者は圏内に入域または圏外へ出域する際に国境検査を受けるのみで、この点で単一の国家のようになっている。総面積は4,595,131平方キロメートルで、総人口は4億5332万人。
シェンゲン圏はアイスランド、ノルウェー、スイスといった欧州連合に加盟していない国が含まれているが、シェンゲン協定の法的枠組みであるシェンゲン・アキ（仏: Acquis de Schengen）は、1999年のアムステルダム条約で欧州連合の法のアキ・コミュノテール（仏: acquis communautaire）に組み込まれている。アイルランド以外のすべての欧州連合加盟国はシェンゲン協定を施行することが求められており、キプロス以外ではシェンゲン協定やその関連規定が施行されている。シェンゲン圏は4億を超える人口を擁し、またその面積は 4,595,131平方キロメートルにまで達している。
シェンゲン関連法令を施行することでシェンゲン協定加盟国間での国境検査は撤廃される一方で、シェンゲン圏と協定非加盟国との境界における検査は強化される。法令にはシェンゲン査証などのような、個人がシェンゲン圏内に入域することに関する共通の政策についての規定、圏外との境界における検査体制の調整、国境を横断するような警察・司法協力といったものがある。
空港やホテルにおける警察の認証チェックではパスポートや欧州連合が承認した国発行の身分証明書も必要である。この要件については協定に加盟する国ごとで法令が異なっている。

## 加盟国
シェンゲン圏は29の国で構成されており、また2つの国が国境管理を維持しながらも協力国として参加している。シェンゲン圏のうち、アイスランド、スイス、ノルウェー、リヒテンシュタインの計4か国を除くすべての国が欧州連合に加盟しており、このほかにもシェンゲン圏との境界を完全、または部分的な制限つきで開放している国家がある。欧州連合に加盟していないアイスランドとノルウェーは2001年にシェンゲン入りしているが、この2つの国は1996年にシェンゲン圏入りしたほかの国とともに北欧旅券同盟を形成していた。またこの2つの国と同様に、スイスも2008年にシェンゲン圏入りしている。シェンゲン協定はもともと欧州連合の枠組みの外で成立したものであり、欧州経済共同体に加盟していた当時の10か国のうち5か国によって結ばれたものであった。
シェンゲン関連規則の完全な施行にあたって、シェンゲン圏入りしようとしている国は空域管制、査証、警察協力、個人情報の保護についての準備状況の審査を受ける必要がある。この審査過程には書面によるものや、欧州連合の担当官による当該国の関連機関への調査がある。
欧州連合に加盟しているアイルランドと以前加盟していたイギリス(2020年1月31日にEUを離脱)は、シェンゲン協定には参加しておらず、またアムステルダム条約でシェンゲン関連法の適用除外を受けている。その後イギリスは警察・司法協力関連の規定に加わっている。アイルランドはイギリスと異なり、2002年にアムステルダム条約附属議定書4のもとでシェンゲン・アキの適用を求めていた。しかしながらその後、アイルランド政府は欧州連合理事会による審査を求めるなど、シェンゲン圏入りに向けた新たな要請を行なっていない。
| 国                  | 面積 (km2) | 人口       | 署名日または 適用対象となった日 | 施行日          | 対象外の領域                  |
| ------------------- | ---------- | ---------- | ------------------------------- | --------------- | ----------------------------- |
| ベルギー            | 30,528     | 10,827,519 | 1985年6月14日                   | 1995年3月26日   |                               |
| ドイツ              | 357,050    | 81,757,595 | 1985年6月14日                   | 1995年3月26日c  |                               |
| フランス            | 674,843    | 64,709,480 | 1985年6月14日                   | 1995年3月26日   | すべての海外領土              |
| ルクセンブルク      | 2,586      | 502,207    | 1985年6月14日                   | 1995年3月26日   |                               |
| オランダ            | 41,526     | 16,576,800 | 1985年6月14日                   | 1995年3月26日   | アルバ オランダ領アンティル   |
| スペイン            | 506,030    | 46,087,170 | 1992年6月25日                   | 1995年3月26日   |                               |
| ポルトガル          | 92,391     | 10,636,888 | 1992年6月25日                   | 1995年3月26日   |                               |
| イタリア            | 301,318    | 60,397,353 | 1990年11月27日                  | 1997年10月26日  |                               |
| オーストリア        | 83,871     | 8,372,930  | 1995年4月28日                   | 1997年12月1日   |                               |
| ギリシャ            | 131,990    | 11,125,179 | 1992年11月6日                   | 2000年3月26日   |                               |
| デンマーク          | 43,094     | 5,547,088  | 1996年12月19日                  | 2001年3月25日   | グリーンランドd フェロー諸島d |
| フィンランド        | 338,145    | 5,350,475  | 1996年12月19日                  | 2001年3月25日   |                               |
| アイスランド a      | 103,000    | 318,755    | 1996年12月19日                  | 2001年3月25日   |                               |
| ノルウェーa         | 385,155    | 4,854,824  | 1996年12月19日                  | 2001年3月25日   | スヴァールバル諸島e           |
| スウェーデン        | 449,964    | 9,347,899  | 1996年12月19日                  | 2001年3月25日   |                               |
| チェコ              | 78,866     | 10,512,397 | 2004年5月1日                    | 2007年12月21日b |                               |
| エストニア          | 45,226     | 1,340,274  | 2004年5月1日                    | 2007年12月21日b |                               |
| ハンガリー          | 93,030     | 10,013,628 | 2004年5月1日                    | 2007年12月21日b |                               |
| リトアニア          | 65,303     | 3,329,227  | 2004年5月1日                    | 2007年12月21日b |                               |
| ラトビア            | 64,589     | 2,248,961  | 2004年5月1日                    | 2007年12月21日b |                               |
| マルタ              | 316        | 416,333    | 2004年5月1日                    | 2007年12月21日b |                               |
| ポーランド          | 312,683    | 38,163,895 | 2004年5月1日                    | 2007年12月21日b |                               |
| スロバキア          | 49,037     | 5,424,057  | 2004年5月1日                    | 2007年12月21日b |                               |
| スロベニア          | 20,273     | 2,054,119  | 2004年5月1日                    | 2007年12月21日b |                               |
| スイスa             | 41,285     | 7,760,477  | 2004年10月26日                  | 2008年12月12日  |                               |
| リヒテンシュタインa | 160        | 35,981     | 2008年2月28日                   | 2011年12月19日  |                               |
| クロアチア          | 56,594     | 4,290,612  | 2013年7月1日                    | 2023年1月1日    |                               |
| ブルガリア          | 110,912    | 7,576,751  | 2007年1月1日                    | 2024年3月31日f  |                               |
| ルーマニア          | 238,391    | 21,466,174 | 2007年1月1日                    | 2024年3月31日f  |                               |

a. ^ 欧州連合に加盟していないが、シェンゲン関連では欧州連合と連携している。

b. ^ 陸上の境界および港を対象としたもの。空港については2008年3月30日から対象となっている。

c. ^ 東ドイツが西ドイツに吸収されたことで、旧東ドイツ領も1990年10月3日にシェンゲン圏入りした。これ以前の東ドイツはシェンゲン協定の対象外となっていた。

d. ^ グリーンランドとフェロー諸島は査証を必要としない渡航者については間接的にシェンゲン圏に含まれることになる。デンマーク以外のシェンゲン加盟国が発行したシェンゲン査証ではグリーンランド、フェロー諸島に入ることができない。またデンマーク発行の査証でも、特例が認められているか、査証に「フェロー諸島において有効」「グリーンランドにおいて有効」と補記なされていなければこれらの領域に入ることができない。

e. ^ ただしヤンマイエン島はシェンゲン圏に含まれる。

f. ^ 暫定的に海路・空路での出入国のみを対象として施行。その後、2025年1月1日から陸上国境についても対象となった。

### 拡大
1985年6月14日、欧州経済共同体に加盟するベネルクス、西ドイツ、フランスの5か国は第1次シェンゲン協定に署名した。この協定を施行するための第2次シェンゲン協定は1990年6月19日に署名された。
ところが実際にこのシェンゲン協定が施行されたのは1995年3月26日のことであった。このときまでにポルトガル、スペインが協定に署名し、また西ドイツは東ドイツを併合していた。イタリアとギリシャも協定に署名していたが、その施行はそれぞれ1997年、2000年のことであった。これら以外の国でもシェンゲン協定の施行は遅れていた。オーストリアは1995年に署名し、その2年後に施行した。北欧諸国は1996年に署名、2001年に施行した。共同体とは別に、独自の旅券同盟を形成していた。
2007年には、この年の3年前に欧州連合に加盟したチェコ、エストニア、ハンガリー、ラトビア、リトアニア、マルタ、ポーランド、スロバキアとスロベニアがシェンゲン圏入りした。また2008年12月12日にはスイスがシェンゲン圏入りしている。リヒテンシュタインは、スイスがシェンゲン圏入りする以前から、スイスとの国境を開放していたが、2011年12月19日、正式にシェンゲン圏入りを果たした。2023年1月1日、クロアチアがシェンゲン協定に参加した。
2023年12月30日、欧州理事会は、ルーマニアとブルガリアが空路と海路に限り、2024年3月にシェンゲン圏へ参加することを決定し、2024年3月31日に両国はシェンゲン圏入りした。陸路については、2024年以降も協議を進めていくこととした。2024年12月12日、欧州連合（ＥＵ）の内務相会合で、2025年1月1日から陸路においてもシェンゲン圏に加盟することが承認された。
キプロスは2004年に欧州連合に加盟し、シェンゲン協定に署名しているが、キプロス紛争の影響からその施行は少なくとも2010年以降となる。「シェンゲン協定による厳格で完全な国境管理はトルコ系キプロス人の日常基盤に多大な困難をもたらしかねない」とし、紛争が解決されるまでシェンゲン協定の施行が可能であるかどうかは不透明である。またイギリス主権基地領域は欧州連合の域外であり、「別の対応や制度」が必要となる。
| 国       | 面積 (km2) | 人口    | 署名日または 適用対象となった日 | 施行予定日 |
| -------- | ---------- | ------- | ------------------------------- | ---------- |
| キプロス | 9,251      | 801,851 | 2004年5月1日                    | 未定       |

### シェンゲン圏からの入国審査がない国々
以下の国家はシェンゲン圏には正式に加わっておらず、シェンゲン査証を発行することができないが、入国審査が無く、全ての国境がシェンゲン圏に接しているため、事実上シェンゲン圏の延長上にある。
| 国         | 状況           | 開始時期       | 備考 |
| ---------- | -------------- | -------------- | --- |
| モナコ     | 加盟国と同等   | 1995年3月26日  | モナコは唯一の隣国フランスとの国境を開放している。シェンゲン関連法令はモナコについてフランス領の一部のように扱っており、モナコの港湾における出入国管理はフランスの当局が実施している。モナコへの陸路には儀礼的に警備員が配置されているが、入国者を停止させるようなことはしていない。 |
| サンマリノ | 事実上の加盟国 | 1997年10月26日 | サンマリノは唯一の隣国イタリアとの国境を開放している。ただしカラビニエリ、市民警察、城塞警備隊による任意の検査が実施されることがある。 |
| バチカン   | 事実上の加盟国 | 1997年10月26日 | バチカンは唯一の隣国イタリアとの国境を開放している。バチカンはシェンゲン情報システムによる情報共有などの密接な協力に関心を持っている |

### アイルランドとイギリスの状況
| 国                          | 面積 (km2) | 署名日または 適用対象となった日 | 施行予定日     | 備考 |
| --------------------------- | ---------- | ------------------------------- | -------------- | --- |
| イギリス ジブラルタルを含む | 244,820    | 1999年5月20日                   | 2004年12月22日 | イギリスは欧州連合の領域外であり、また王室属領と海外領土はイギリスには適用されるシェンゲン・アキの対象外となっている。ただし主権基地領域は事実上、シェンゲン圏に加わっている。 |
| アイルランド                | 70,273     | 2002年2月28日                   | 未施行         | |

イギリスは2004年の拡大以前から欧州連合に加盟していたが、1990年の第2次シェンゲン協定に署名していなかった。両国は相互の国境を開放する共通旅行区域を継続している。共通旅行区域が島という状況にあわせたものであり、「広範で通過しやすい陸上の国境」を有する大陸ヨーロッパ諸国よりも入国管理を実施しやすいほうがイギリスにとって都合がよいことから、イギリスはかねてからシェンゲン圏入りを拒否してきた。これに対してアイルランドはシェンゲン協定に署名していないが、シェンゲン圏入りには前向きの姿勢を見せている。しかしながら共通旅行区域と北アイルランドとの境界の開放を継続するために、シェンゲン圏入りは実現していない。
シェンゲン協定はアムステルダム条約で欧州連合の枠組みに組み入れられたが、アイルランドとイギリスはシェンゲン協定関連の規定の適用除外を受けている。この議定書において両国は個別事例でシェンゲン協定に参加、または適用を受ける権利が与えられているが、実際に関与するにあたっては既存のシェンゲン加盟国の裁量に委ねられている。
1999年、イギリスはシェンゲン・アキの警察・司法協力に関連する規定に加わることについて認めるよう正式に求め、2000年5月29日に欧州連合理事会はそれに同意する決定を下した。2004年の理事会決定によって、イギリスは2005年1月1日からこの分野に正式に参画するようになった。
また貴族院の欧州諸共同体特別委員会は1999年の報告書で、シェンゲン協定への「イギリスの全面参加」を勧告している。

### 一部領域の状況
加盟国に属している、ヨーロッパの外部にある領域やヨーロッパ内の離島の一部は、シェンゲン協定の対象となっていない。
アルバやオランダ領アンティルはシェンゲン圏に含まれておらず、これらの領域からシェンゲン圏内に渡航するときには国境検査を受けることになる。この状況はフランスの海外領土においても同様である。
スヴァールバル諸島はノルウェーに属するが、シェンゲン圏に含まれていない。上陸や就業の許可に関して特例が定められており、スヴァールバル条約に署名した国の市民は就業することができる。スヴァールバル諸島とほかのノルウェーの領土との間での渡航にはパスポート、あるいはノルウェーの身分証明書が必要である。
フェロー諸島とグリーンランドもシェンゲン圏に含まれていないが、前者は北欧旅券同盟に加わっている。査証、警察協力などのシェンゲン関連規定は有効ではない。またデンマークへの査証についてもそのままでは、フェロー諸島やグリーンランドでは有効ではない。パスポートまたは認められている個人証明書を所持していなければならず、また出発、到着空港では身元確認を要する。

## 国境管理に関する規定

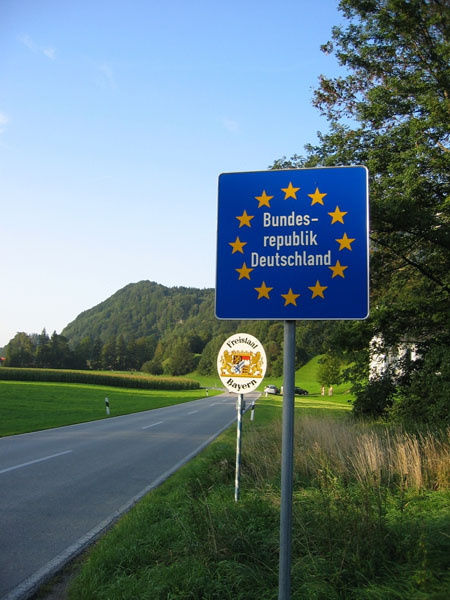
通常、シェンゲン圏内での国境付近には検問所が設置されておらず、標識が立てられているだけである。画像の大きいほうの標識はその先がドイツ領内であることを示しており、小さいほうはバイエルン州の標識である。

### 域内における国境検査なしでの渡航
シェンゲン協定が施行される以前は西ヨーロッパ諸国のほとんどの国境で警備がなされ、またヨーロッパ大陸の各地に国境検問所が設置されており、国境を越えて移動しようとする人の個人認証や資格の有無が確認されていた。査証取得が必要であるかも異なり、またあるヨーロッパの国に入国するための査証を取得していても、それとはまた別の査証を取得してなければ別のヨーロッパの国に入国できるとは限らなかった。
シェンゲン関連規定が施行されてからは、シェンゲン参加国間での国境検問所が閉鎖、一部は完全に撤去された。シェンゲン協定加盟国出入国規定では加盟国に対して、シェンゲン圏内の国境における自由な通航の妨げになるものをすべて取り除くことを求めている。このため道路、鉄道、航空を利用して越境する人は個人証明の確認を受ける必要がなくなっているのである。シェンゲン加盟国に入域しようとする個人に対しては、圏内を自由に移動することができる「シェンゲン査証」が発行される。

### シェンゲン圏外との境界管理に関する規則

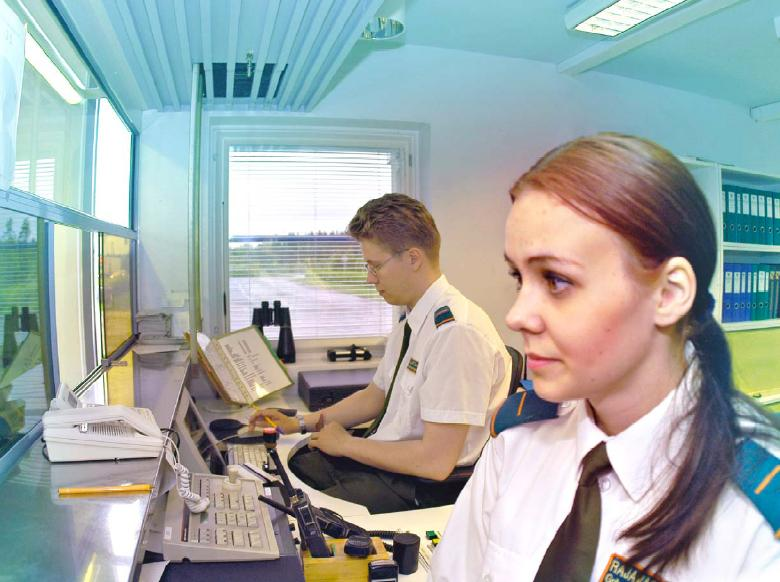
フィンランドにあるシェンゲン圏外との境界における入国審査所

シェンゲン協定の関連規定では、シェンゲン圏内に入域したり、圏外へ出域したりする個人に対して厳格な検査を実施することを求めている。これらの検査は欧州連合の欧州国境沿岸警備機関が統一された規則に従って実施している。国境検査、監視、シェンゲン圏への入域許可についての要件といったものの詳細は「シェンゲン協定加盟国出入国規定」と呼ばれる欧州連合の規則で定められている。シェンゲン圏と非シェンゲン圏との境界を越えようとする個人全員に対して、最低限の身分確認を受けなければならない。またシェンゲン圏に入域する資格があるかどうかについても確認を受ける必要がある。出国管理では、とりわけ、シェンゲン圏から出域する個人が最初に入域した地でシェンゲン圏に入域する資格があったかどうか、その個人が許容期間を超えて滞在していたかどうかが判断され、またシェンゲン情報システムや各国のデータファイルに登録されている人物や物についての注意事項、たとえばシェンゲン加盟国から逮捕状が発行されているかどうかなどについて照会される。
シェンゲン圏外との国境検査所は、境界を横切る道路、空港、港に設置されており、また列車の車内でも検査が実施される。セウタを除けば、域外との境界に沿ってフェンスが設置されるということはあまりない。ただしスロバキアとウクライナの国境など一部の管理強化地点には、監視カメラや赤外線装置といったものが配備されている。またシェンゲン圏諸国南部では沿岸警備によって民間船が許可なく侵入しないよう常時警戒している。
シェンゲン関連規定ではシェンゲン圏外から入域するすべての旅客事業者に対して、乗車・搭乗前に乗客が入域に必要な渡航文書や査証を所持しているかどうかを確認することを求めている。これはシェンゲン圏内に上陸したあとに旅券検査所で亡命を申請することを避けるための措置である。

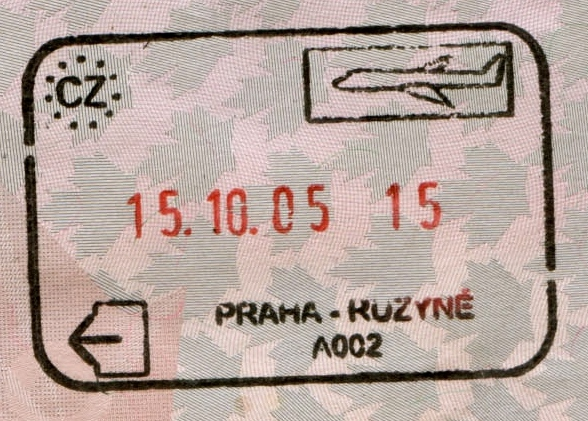
航空用出域スタンプ（チェコ・ルズィニエ国際空港において発行）
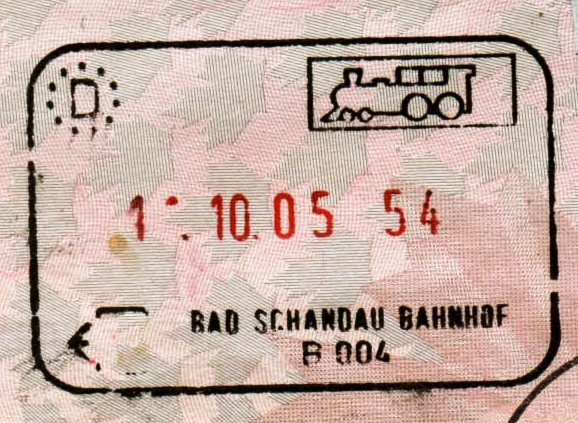
鉄道用出域スタンプ（ドイツ・バート・シャンダウ駅において発行）
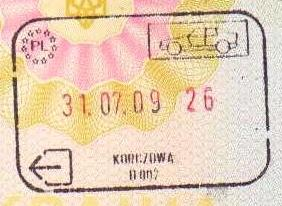
自動車用出域スタンプ（ポーランド・コルチョヴァにおいて発行）
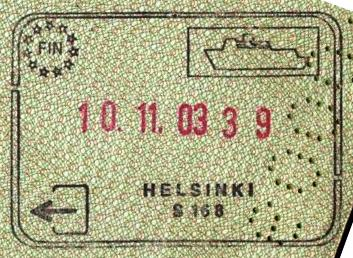
船舶用出域スタンプ（フィンランド・ヘルシンキ港において発行）

### 第三国の国民の入域要件
シェンゲン関連規定では、加盟国の領域に90日を越えない短期滞在用に発行される査証の種類についての統一された規定がある。この規定にはシェンゲン圏内への入域のための要件や、入域拒否のための定めがある。
シェンゲン協定加盟国出入国規定では、第三国の国民の入域について以下のような条件を定めている。
- 有効な渡航文書、または当該国民に越境を許可する文書を所持していること（その渡航文書の容認は加盟国の裁量に属する）[26]
- （必要とされる場合において）有効な査証、または有効な居住許可証を所持していること
- 予定する滞在の目的および事情を正当に示し、また予定する期間中における滞在のための手段や、出身国への帰国、あるいは渡航者が渡航を認められているかそのような手段を合法的に得ることができる第三国への通過のために十分な手段を有していること
- シェンゲン情報システムにおいて入域拒否の警戒情報の対象となっていないこと
- いずれかのシェンゲン協定加盟国の公序、域内の治安、衛生、国際関係に対する脅威とみなされていないこと

これらを換言すると、シェンゲン査証を所持しているだけでは入域の当然の権利が付与されるということにはならないのである。入域する権利を得るには、滞在の目的や事情、その期間中における滞在のための手段といった、欧州連合の法令で定められた、査証の取得以外の条件を満たさなければならない。
有効なシェンゲン査証を所持し、シェンゲン圏内に滞在している第三国の国民はキプロスの査証なしで同国に渡航することが認められており、またシェンゲン査証の残りの有効期間において同国に滞在することができる。

### 滞在権
入域が認められている第三国の国民はシェンゲン圏内に滞在し、また入域の条件が満たされている限りはシェンゲン圏の国を移動することができる。3か月を超える滞在に対しては、各国の査証（タイプ D）が当該シェンゲン協定加盟国によって発行される。シェンゲン協定加盟国から3か月超の居住について許可を受けた第三国の国民は、3か月間を上限としてほかのシェンゲン加盟国に滞在することが認められている。

### シェンゲン査証

シェンゲン圏
シェンゲン加盟国と同じ査証規定を適用するシェンゲン圏外の欧州連合加盟国、欧州連合加盟国やシェンゲン加盟国の海外領土
最初の入域の日から6か月のうち最大90日間について査証免除措置が適用される国・地域 (EC 539/2001 Annex II)
ただし一部の国は特定の条件下で90日以上の査証免除が適用される
シェンゲン圏への入域に査証を必要とする国・地域 (EC 539/2001 Annex I)
シェンゲン圏を経由・通過するために査証を必要とする国・地域 (EC 810/2009 Annex IV)

シェンゲン圏内における、就労または自営活動を伴わない短期滞在のための査証の要件は欧州連合の規則で定められている。短期滞在に査証を要する国民のリスト（附属書1リスト）と査証が免除される国民のリスト（附属書2リスト）では対象となる第三国の国籍を列挙しており、所持するパスポートや渡航文書については列挙していない（ただし香港特別行政区とマカオ特別行政区発行のパスポート、難民旅行証明書については言及がある）。就労または自営活動を予定している第三国の国民については、シェンゲン査証の免除の対象になっていても加盟国から査証を受けることになるが、通常の出張旅行は就労活動とはみなされないことが一般的である。また加盟国は自国の領域に入域・滞在することに関して、追加的に査証の発行を必要とすることができ、あるいは外交、公用、そのほかの特別なパスポートを所持している人物に対してはさらに免除することができる。
シェンゲン統一査証は2012年現在ステッカーからカードの形式に移行しており、シェンゲン圏に入域する時点で入域の要件を満たしていれば、加盟国からパスポート、渡航文書や、そのほかの越境を認める内容の有効な文書に付与される。
シェンゲン査証には以下のタイプがある。なお2010年4月5日に査証に関する新規則が施行され、タイプ B とタイプ D+C の新規発給は停止されている。
- タイプ A - 空港におけるトランジット用の査証。一部の国籍の渡航者は、国際線の2つの路線を中継または乗り換えをする間に空港の国際線トランジットエリアを通行するために受給が必要となっている。
- タイプ C - 短期滞在用の査証。移住以外の理由で発行される。所持者は最初の入域の日から半年間で、滞在日数が90日を越えない限りで1回以上の滞在が認められる。
- タイプ D - 加盟国独自の査証。カード形式の統一様式を使用するものの、加盟国それぞれの法令で定める条件によって発行されるものである。この査証でもタイプ C 同様に、所持者は入国の日から半年間で滞在日数が90日を越えない限りで発行国およびほかのシェンゲン圏の滞在が認められる。2010年4月5日以前は、ほかのシェンゲン協定加盟国に渡航するには、目的国に到着してから居住証明書を取得しているか、あるいは査証タイプ C+D を受給していなければならなかった。
- FTD および FRTD - ロシア本土とカリーニングラード州の間での移動において、シェンゲン圏を通過するさいに発行される特別な査証。FTD は道路、FRTD は鉄道用となっている。

シェンゲン査証を受給するには、渡航者は以下の手続きを経なければならない。
- 渡航者はまず、シェンゲン圏のどの国を主たる目的地とするかを定めなければならない。これによってシェンゲン査証の申請について管轄する国と、申請書の提出先となる大使館または領事館が決まる。主たる目的地を決めることができない場合、渡航者はシェンゲン圏に最初に入域する国の大使館または領事館で査証申請を提出する[31]。また主たる目的地あるいは最初に入域するシェンゲン協定加盟国が渡航者の国内に在外公館や領事を設置していない場合、渡航者はその国内にある別のシェンゲン協定加盟国の大使館または領事館に問い合わせなければならない。
- 渡航者は管轄大使館または領事館にシェンゲン査証の申請書類を提出しなければならない。統一された書式に必要事項を記入し、有効なパスポートと、必要であればシェンゲン圏に滞在する目的や事情を示す内容の文書を添えて提出する。また渡航者は期間中の滞在費用や帰国経費などの経済的能力があるということを示さなければならない。また大使館・領事館のなかには、査証申請の理由を渡航者本人が口頭で説明することを求めることがある。
- 渡航者は緊急時の治療や健康上の理由による帰国にかかる出費を賄う、最低補償額が30,000ユーロである旅行保険に加入しなければならない。旅行保険加入証明書は原則として、査証申請手続きが完了するまでに発行を受けなければならない。

欧州経済領域参加国の市民の家族については上記の手続きとは異なる。就労についての事情や滞在中の経済的能力について証明する必要はない。また査証の発行にあたって費用がかからない。

### 居住証明書を所持する個人の域内における移動
シェンゲン協定加盟国が発行した居住証明書を所持する第三国の国民は、3か月間を上限にほかのシェンゲン協定加盟国への入国と滞在が認められている。より長期に滞在するためには、滞在を予定しているシェンゲン協定加盟国の居住証明書が必要である。シェンゲン協定加盟国に長期滞在する第三国の国民は、特定の条件においてほかのシェンゲン協定加盟国に居住する権利を有する。

### 域内での移動と居住カード
追加的な査証の受給を受けずにシェンゲン圏へ入域する権利は、欧州経済領域参加国の国民の家族であって、欧州経済領域参加国の国籍を有していないものの居住カードを所持している者に対しても与えられており、ほかの欧州経済領域参加国で最長90日間の短期滞在が認められている。これは自由な移動と居住に関する指令の第5条第2項で規定されているものであり、また同規則第6条第2項は該当する個人が欧州経済領域参加国の国民とともに移動するということも認めている。しかしながら加盟国のなかにはこの指令に従わない国があり、シェンゲン協定に加盟していない欧州連合加盟国に住んでいる、家族が欧州経済領域参加国の国籍を有していて自らはその国籍を有していない個人が居住カードだけを所持して特定のシェンゲン協定加盟国に渡航しようとしたさいに、客船事業者から乗船を拒否されたり、国境警備隊から入国を拒否されたりするなどの不都合を被っている。またこれと同様に、シェンゲン協定に加盟していない欧州連合加盟国が追加的な査証を所持していないシェンゲン居住カードを持っている個人の入国を拒否するということがある。

### シェンゲン圏外とのローカル国境交通
シェンゲン協定に加盟していない国と境界を接しているシェンゲン協定加盟国は欧州連合の規則によって、隣接する第三国との間でのローカル国境交通を認める2国間合意を締結または維持することが認められている。この規則ではそのような2国間合意が満たさなければならない条件を定めており、当該制度においてローカル国境交通許可証を導入する規定を定めなければならないとしている。許可証には所持者の氏名と顔写真が掲載されなければならないほかに、所持者が国境地帯の外に出ることを認めないこと、違反した場合は処罰が科されるということを記述しなければならない。ここでいう国境地帯とは、シェンゲン圏外との境界から30キロメートル以内の行政区画を含むものである。
シェンゲン情報システムで入域拒否の警戒情報が登録されておらず、またいずれの加盟国の公序、治安、衛生、国際関係に対する脅威とならないとされれば、許可証の所持者はシェンゲン圏外との境界を越えることが認められる。越境にさいして追加的な個人証明文書が必要であるか、許可証の所持者が国境地帯にどれだけの期間を滞在することができるのかという点については当事国間で規定されるが、滞在期間については3か月間を超えることは認められない。許可証の書式は、第三国の国民に対して発行される居住許可証の統一様式に従わなければならない。また許可証の有効期間は1年間から5年間までとされる。
許可証はシェンゲン協定加盟国に隣接する国の国境地帯に適法に居住する個人に対して、当事国間で定められた期間、通常は1年以上について発行される。許可証の申請者はローカル国境交通制度のもとで頻繁に越境する合理的な理由を示さなければならず、また上述した入域条件を満たさなければならない。シェンゲン協定加盟国は発行した許可証の記録を保管し、ほかの加盟国に対して発行情報を公開しなければならない。
シェンゲン協定加盟国が隣接する非加盟国との間で協定を締結するさいには、前もって欧州委員会から協定案の妥当性について承認を受けなければならない。協定の締結にあたっては、シェンゲン協定非加盟の当事国がシェンゲン協定加盟の当事国に対して少なくとも相互的な権利を認め、またシェンゲン協定非加盟の当事国出身である不法滞在者の帰還が確保されなければならない。

### 西バルカン諸国
2009年11月30日、欧州連合の司法・内務理事会は北マケドニア（当時の国名はマケドニア・旧ユーゴスラビア）、モンテネグロ、セルビアの市民に対して、査証受給の条件を廃止することを決定した。この措置は同年12月19日から施行されている。また2010年末までには、アルバニア、ボスニア・ヘルツェゴビナの市民に対しても同様の措置が実施される見込みとなっている。
コソボのパスポートを所持しているコソボの市民、セルビアのバイオメトリック・パスポートを所持しているコソボ在住の人は欧州連合への渡航に査証が必要である。セルビアはこのプロセスを担う調整局を創設したが、コソボに対する査証自由化については早期に発表、協議されることが見込まれている。
2008年前半には欧州連合と、コソボを除く西バルカン諸国との間での査証免除についての協議が開始され、アルバニアと
ボスニア・ヘルツェゴビナとは協議が続けられている。アルバニア、ボスニア・ヘルツェゴビナ、マケドニア・旧ユーゴスラビア、モンテネグロ、セルビアの西バルカン諸国は2008年にシェンゲン協定加盟国との間での査証簡潔化について合意し、これらの国々の市民はシェンゲン査証のタイプ C、タイプ D、タイプ C+D の受給を必要とするほかの国の国民と比べて、発行にかかる時間が短縮化され、またその費用が無料または減額されることになった。

### 圏内における国境検査の一時的な実施
シェンゲン協定加盟国は加盟国出入国規定の第23条から第31条において、手続きを経たうえで、国内の治安を確保するために短期的に国境管理を実施することができる。このような国境検査の実施例には以下のものがある。
- UEFA欧州選手権2004（ポルトガル、2004年）
- D-デイ60周年記念式典（フランス、2004年）
- 王太子フェリペ（のちの国王フェリペ6世）の結婚式（スペイン、2004年）
- ロンドン同時爆破事件を受けた警戒（フランス、2005年）
- 2005年世界陸上競技選手権大会（フィンランド、2005年）
- 2006 FIFAワールドカップ（ドイツ、2006年）
- 第33回主要国首脳会議（ドイツ、2007年）
- UEFA欧州選手権2008（オーストリア、2008年）
- 第16回欧州安全保障協力機構外相理事会（フィンランド、2008年）
- 北大西洋条約機構安全保障会議（ドイツ、2009年）
- 教皇ベネディクト16世の司牧訪問（マルタ、2010年）
- 欧州中央銀行(ECB)理事会（スペイン、2012年）
- UEFA欧州選手権2012（ポーランド、2012年）
- UEFAチャンピオンズリーグ決勝戦・第41回先進国首脳会議（ドイツ、2015年）
- パリ同時多発テロ事件（フランス、2015年）
- UEFA欧州選手権2016（フランス、2016年）

### 宿泊施設などでの個人確認
シェンゲン関連規定ではホテルなどの宿泊施設に対して、シェンゲン協定加盟国の出身者を含むすべての外国人宿泊客に宿泊記録などの文書へ自筆での記名を求めることを義務付けている。ただしこの規定はその外国人宿泊客が同伴する配偶者や未成年の子、また団体旅行の各参加者に対しては適用されない。加えて、宿泊施設の支配人や従業員に対して有効な個人証明書が作成されていなければならない。シェンゲン関連規定では宿泊施設に関してほかには定めておらず、宿泊記録や支配人、従業員の個人証明書の様式の詳細は加盟国の裁量で決めることができ、またシェンゲン関連規定では義務付けられていない個人に対しても加盟国が独自に宿泊記録への記名を求めることができる。これらの実施状況は国ごとで異なっている。

### 税関検査
国境検査は個人が出入域の要件を満たしているかを確認することを目的とするのに対して、税関検査は越境するモノについて実施されるものである。欧州連合は税関検査の法制について独占的な権限を有してきたのであるが、もともと第2次シェンゲン協定は欧州連合の枠組みの外での合意として作成されたものであった。このため加盟国はそもそも税関検査の法制についての権限がないという状況のなかで、関税検査の廃止のための解決策を見出さなければならなかった。この目的を達成するために第2次シェンゲン協定の第120条では、加盟国はモノに対する検査が「（日本語仮訳）域内における境界でモノの移動を不当に妨げないようにする」ことを確保しなければならないと規定された。また加盟国は家庭用のモノを対象とした通関制度を定めて、域内の国境を越えたモノの移動を容易にしなければならない。協定では国内あるいは圏内の国境において通関を実施することができると定めているが、加盟国それぞれの領内での通関が推奨されている。このような簡易化がなされていなければ、シェンゲン協定加盟国は既存の国内規定の改定、または欧州連合の枠組みにおける実施に努めることとされている。
欧州連合では税関検査だけではなく、欧州連合加盟国同士の国境における検査をやめて域内における関税を廃止するなど、域内の国境におけるモノの税関管理移入に関するそのほかの通関手続きも撤廃している。
欧州連合の付加価値税領域と、欧州連合の領域であっても付加価値税の対象となっていない領域との間の境界においては、税関の設置が認められている。またヘルゴラント島とドイツ本土のように、同一の国であっても領土の一部が欧州連合の共通関税の対象領域外である地域との間でも税関を設置している。ただしこれらのような境界における税関の設置は、越境しようとする個人やモノに対する検査が抜き取り検査の範囲を超えることや、有効な諜報活動に基づいているということにはならず、シェンゲン加盟国出入国規定に適合させるためにこれらの検査は非体系的でなければならない。
一方がシェンゲン協定非加盟国である2つの欧州連合加盟国間での渡航については、本人確認やパスポート検査は実施されるものの税関検査は実施されない。これはアイルランドとイギリスとの間や、イギリスとヨーロッパとの間での渡航で適用されている。

#### ノルウェー、アイスランド
ノルウェーとアイスランドは、欧州連合には加盟していないもののシェンゲン協定には加盟している国である。この両国は欧州経済領域に参加しているものの、国境において欧州連合の領域から輸入されるモノについての行政手続がなおも必要となっている。民間の個人は欧州連合の域内とは違って、越境のさいにモノや酒類の持込で非課税となる量が少なくなっている。
このように、モノについて規制していた第2次シェンゲン協定の規定は当初、ノルウェーとアイスランドに対して施行されていなかった。
ところがシェンゲン加盟国出入国規定はノルウェーとアイスランドが加盟したあとに成立したものであり、この規定では国境において警察による措置が「（日本語仮訳）国境検査に相当する効果を有する」ことがあってはならないと定めている。検査が認められるのは、検査自体を目的とした国境管理を行なうものではない場合、検査が警察によって広く知らされており、また発生する可能性のある脅威に関する経験に基づくものである場合、検査が圏外との境界での個人に対する検査とは明確に区別できる方法で実施される場合、検査が無作為抽出の原則によって実施される場合である。国境検査とは、個人や、その人物の移動手段および所持品を含めて、当該国からの出入国を法的に正当であるということを確保するために、検問所において実施されるあらゆる検査と定義されており、このため所定の税関検査はシェンゲン圏内における国境では認められないことになる。シェンゲン加盟国出入国規定はノルウェーとアイスランドに関して例外を定めておらず、両国に対しても明らかに適用されるものになっている。

#### スウェーデン、フィンランド
スウェーデンとフィンランドは欧州連合に加盟し、シェンゲン圏を構成する国であるが、薬物や酒類の密輸を規制するために税関検査が一部継続されている。シェンゲン加盟国出入国規定では密輸容疑がある場合、または無作為抽出による検査で自動車を停止させる場合に限り、このような検査を認めている。

#### スイス
スイスは欧州連合にも欧州経済領域にも参加していないが、シェンゲン圏には加わっており、2008年12月12日にはシェンゲン関連規定を施行した。当初は陸路での越境する渡航者に対してのみ個人確認が軽減されていたが、空路での渡航者に対しても条件にしたがって検査が軽減された。
欧州連合とノルウェーやアイスランドとの間でのそれらと同様に欧州連合とスイスとの間での加盟合意では、国境におけるモノに対する検査についての規定の適用に関する除外が定められている。ところが域内における国境検査の廃止を定めるシェンゲン加盟国出入国規定でのより厳格な内容はスイスに対する適用除外が含まれていない。スイスの国境警備隊は、たんに越境するという理由だけで個人に対する税関などの検査を実行する権限が自らに与えられることはないという考え方を持っている。

#### リヒテンシュタイン
リヒテンシュタインは2008年2月28日に欧州連合との間でシェンゲン関連の協同文書に署名し、2011年12月19日付けで正式にシェンゲン圏の一員となった。当初は2009年11月1日にシェンゲン圏に加わることを計画していたが、スイス政府の同意を待つために保留されていた。また、スイスとは異なり、リヒテンシュタインは欧州経済領域に参加している。
1923年以来、リヒテンシュタインはスイスとの国境を開放してきたが、スイスが2008年12月12日にシェンゲン圏入りした際にリヒテンシュタイン・スイス間の国境はシェンゲン圏とその域外との境界となり、国境検査の実施が必要となった。
スイスにとってリヒテンシュタインとの国境を開放しておくことは大きな課題となっていた。背景には一部の欧州連合加盟国がシェンゲン圏の拡大をリヒテンシュタインに不正問題の解決を迫る圧力として利用しようとしていたことだった。
リヒテンシュタインがシェンゲン圏に正式に加わるまでの間も、リヒテンシュタイン・スイス間の国境では暫定措置が適用され、国境の開放は継続されていた。オーストリア・リヒテンシュタインの国境検査所にはスイスの税関当局から人員が配置された。
リヒテンシュタインには空港がなく、政府はリヒテンシュタインがスイスとの国境を開放していることからシェンゲン圏にとって入域の不安をもたらすことがないように、非シェンゲン圏からのヘリコプターなどに対してバルザースのヘリポートでの発着を禁止している。

## 警察協力に関する規定
シェンゲン関連規定ではシェンゲン情報システムを介して人、紛失または盗難された文書や車両などの情報を共有することが定められている。この規定はシェンゲン加盟国間で移動するだけで問題となりえる人物が「消える」ということにならないようにするためのものである。

### 執行共助
第2次シェンゲン協定第39条によると、シェンゲン協定加盟国は犯罪の防止と発見の過程において関連する国内法に従い、適切な権限の範囲でそれぞれの国の警察による執行を相互に認める必要がある。各国の警察当局は中央機関を通じて、あるいは緊急時においては直接的に協力することになる。シェンゲン関連規定では加盟国の管轄省庁に対して、国境地域における協力体制を策定する権限を付与している。

### 越境監視
第2次シェンゲン協定第40条では、監視対象となっている人物が国家間での引き渡しを要するような犯罪行為に加担したという嫌疑がある場合には、警察は国境を越えて監視を継続することが認められている。このような越境監視には、嫌疑が第2次シェンゲン協定第40条第7項にある凶悪犯罪である場合や監視継続に緊急性がある場合を除いて、相手国の事前承諾が必要である。このとき後者の場合においては、当事国は相手国の当局にその国の領内での監視が終了するまでに継続監視を伝え、できる限り速やかに承諾を求めなければならず、またその相手国が要求した場合や承諾を拒否した場合には、当事国は5時間以内に継続監視を終了しなければならない。当事国の警察官は武器の所持が認められているが、相手国の法令に拘束され、警察官であるということを示す身分証明を携行しなければならない。また当事国の警察官は監視対象となっている人物を停止させたり、逮捕したりすることが認められておらず、また活動終了後には相手国に対して報告しなければならない。その一方で相手国は当事国による活動に続く取り調べや司法手続きに協力する義務を負う。

### 緊急越境追跡
第2次シェンゲン協定第41条では、あるシェンゲン協定加盟国の警察官が追跡しているさいに、ほかのシェンゲン協定参加国に入国するまでにその相手国の警察に通告することができない場合や、その相手国による追跡の引き継ぎが間に合わないような場合においては、越境して追跡することが認められている。シェンゲン協定加盟国は自国内での緊急越境追跡について時間的、地理的な範囲を制限するかどうか、また隣国に対して自国内での逮捕を認めるかどうかを定めることができる。ただし、相手国は追跡対象となっている人物について、追跡している国から求められれば、その人物の同一性を確立したり逮捕したりするために、その人物の身柄を拘束する義務を負っている。緊急越境追跡の権利は陸上の国境についてのみに限定されている。追跡する警察官は制服を着用しているか、乗用している車両が警察のものであることを明確にしなければならない。このような警察官は武器の携行が認められているが、その使用目的は自己防衛に限定される。緊急越境追跡を実施した場合には、当事国はその経過を相手国に報告しなければならない。

### 義務と権利
第2次シェンゲン協定第42条により、勤務中に別のシェンゲン協定加盟国で犯罪被害者となったある国の警察官は、その相手国の警察官と同等の補償を受ける権利を有している。同第43条では、ある国の警察官がほかのシェンゲン協定加盟国内で違法な行為によって損害を生じさせた場合には、その警察官の所属する国が責任を負う。

### 連絡員
第2次シェンゲン協定第47条はほかのシェンゲン協定加盟国での連絡員の常置を規定している。

### 2国間での措置
隣接するシェンゲン協定加盟国では、国境地帯での警察協力に関する2国間措置を定めており、このようなものは第2次シェンゲン協定の第39条第5項で認められている。このような協力には、警察無線周波数帯、警察管制部、国境地帯での追跡部隊の共有などがある。これに加えて一部のシェンゲン協定加盟国の警察関連法では、ほかの欧州連合加盟国の警察官に臨時的な警察権限の付与を認めているところもある。

### プリュム条約と関連規定
2005年5月27日、ドイツ、スペイン、フランス、ルクセンブルク、オランダ、オーストリア、ベルギーはドイツのプリュムで合意文書に署名した。この合意は2004年3月11日のマドリード列車爆破テロ事件を受けて議論が開始された可用性の原則に基づいたものであるが、これによって加盟国の間で問題人物の DNA、指紋や自動車登録情報に関するすべてのデータの交換やテロリズムに対する協力が可能となった。さらにプリュム条約では、シェンゲン圏内の航空便に武装した航空警察官の搭乗や警察の共同での巡回、警察部隊による喫緊の危険回避を目的とする他国の領域への進入についても規定している。また、ある国における行動責任者である警察官は原則として、その行動に参加するほかの国の警察部隊がどの程度まで武器の使用や権限の行使を認めるかを決定することができる。プリュム条約と呼ばれるこの文書は「第3次シェンゲン協定」とも呼ばれる。2008年6月には欧州連合理事会が欧州連合の第3の柱のもとに置くとして条約の一部規定を、欧州連合加盟国を対象とする欧州連合の法令として組み込んだ。欧州連合の第1の柱の枠組み内で規定される案件について、欧州委員会が第1の柱に関する立法の発議権を独占しているため、執行にあたっては欧州委員会の発議が必要となる。欧州連合理事会の決定ではおもに指紋、DNA、自動車登録の情報交換に関して、刑事事件での警察機関協力について規定している。この情報交換規定は2012年までに思考されることになっている。

## 司法協力

### 直接的な司法協力
シェンゲン協定加盟国は第2次シェンゲン協定第50条で規定されている軽微な犯罪を除いたあらゆる種類の犯罪について、刑事司法において相互に協力する義務を負っている。すべてのシェンゲン協定加盟国はほかの加盟国の法定に文書を送付して提出することができるが、受け取り側がその文書の原語版を理解できないと考えられる場合には翻訳文を添付しなければならない（第2次シェンゲン協定第52条）。司法援助の要請は、外交ルートを介する必要はなく、シェンゲン協定加盟国の司法当局間で直接的にやり取りできる（第2次シェンゲン協定第53条）。
第2次シェンゲン協定の第54条から第58条では、シェンゲン協定加盟国内における一事不再理の適用に関する詳細が定められている。また第59条から第69条では、シェンゲン協定加盟国間での犯罪容疑者の身柄引渡や、ある加盟国で下された実刑判決の別の加盟国による執行について規定している。

### 規制薬物
第2次シェンゲン協定の第67条から第76条では、規制薬物の取引について定められている。シェンゲン協定加盟国は麻薬の違法取引を摘発する義務を負っている。また加盟国は規制薬物の違法取引で得られた利益を没収することも定めなければならない。このような薬物の国境を越えた合法的な取引の規制は、国境付近ではなく各国の領内で実施されなければならない。個人は、シェンゲン協定加盟国が許可した内容を示す適切な文書を所持していれば、別のシェンゲン協定加盟国の領内に規制薬物を持ち込むことが認められている。

### 武器・銃弾
第2次シェンゲン協定の第77条から第91条では、武器や銃弾の規制について詳細に定めている。武器の所持に関する制限は協定自体、あるいは欧州連合の法令で規定されている。このためシェンゲン関連規定でも武器や銃弾の製造、購入、取引の許可に関する条件について規定している。なかでも1991年の理事会指令は、ほかの加盟国領内に小火器の持ち込みを認める許可証制度を導入した。

## 査証要件の相互性

ヨーロッパの国と地域的機関の相互関係

欧州連合は、その市民がシェンゲン圏に査証なしで入域できる国に、欧州連合の市民も同様に査証なしで入国することができるようにすることを政治的に目標としている。このため欧州委員会は、その市民が短期滞在でシェンゲン圏に入域するために査証の発行を必要としない国に対して、欧州連合の一部加盟国の市民への査証要件を撤廃することを交渉している。欧州委員会は当該加盟国とともに交渉を行い、欧州議会と欧州連合理事会に対して査証発行の相互性について報告を行なっている。また欧州委員会は問題があると判断した第三国の国民に対する査証要件の一時的な再開を勧告することができる。
欧州委員会は高官レベルで第三国に対して査証要件の撤廃の相互性について取り組んできた。メキシコとニュージーランドについては完全な相互性を達成している。カナダとは、ブルガリアとルーマニアを除くすべての欧州連合加盟国の査証要件を撤廃していたが、チェコについてはカナダでチェコの市民が亡命を求める件数が多いことから査証要件を再開している。

## 統計
欧州委員会では、加盟国が提供した情報などに基づき、またシェンゲン圏の生体情報認証による出入国記録システムの導入に関連して、以下のような統計情報を公表している。
- 欧州連合外部との境界には1792か所の国境検査所が設置されており、そのうち665か所が空路、871か所が海路、246か所が陸路での検査所となっている。
- 2005年には欧州連合（当時の加盟25か国に、2007年に加盟した2か国をあわせた27か国）域外との境界を越えたのは8億8000万人で、2006年には8億7800万人となった。
- 欧州連合域外との境界で入域を拒否されたのは、2004年には39万7000人、2005年には28万人だったのが2006年は30万人以上となった。この多くが渡航文書の不備や不法入域の疑いであった。
- 2006年には、欧州連合の域内に最大で800万人の不法入域者が滞在しており、その8割がシェンゲン圏内に滞在している。
- 2006年には、欧州連合で50万人の不法入域者が身柄を拘束された。また2006年に加盟国の領内に滞在していると推測される不法入域者の 75% は欧州連合への入域に査証が必要となっている国民であった。